# Sinadoxa corydalifolia
Sinadoxa corydalifolia, синоним Adoxa corydalifolia, e единственият вид от монотипния род Sinadoxa, от семейство Мешковицови. Той е ендемичен за Сино-Тибетските планини в Китай.
Това е многогодишно тревисто растение с влакнеста коренова система с коренища. Оформя едно до четири изправени зелени стъбла с височина до 25 см и ширина само няколко милиметра. Базалните листа са перести, съставени от листчета, които могат да бъдат разделени. Обикновено има една срещуположна двойка листа по-високо на стъблото, всяко с по три листчета. Съцветието се състои от 3 до 5 малки, жълто-зелени до жълто-кафяви цветчета. Цъфтежът настъпва през юни и юли. Расте предимно в субалпийски и субрктични биоми.